# Vășcova
Vășcova sau Visc (în ucraineană Вишково, transliterat: Vîșkovo, în maghiară Visk, în rusă Вышково) este o așezare de tip urban din raionul Hust, regiunea Transcarpatia, Ucraina. A făcut parte dintre cele cinci târguri regale maramureșene (alături de Hust, Teceul Mare, Câmpulung la Tisa și Sighetu Marmației), fiind atestat documentar în anul 1281.
În afara localității principale, mai cuprinde și satele Iablunivka, Modoroș, Racoș și Șaian.

## Demografie
Componența lingvistică a așezării de tip urban Vășcova
     Ucraineană (53,14%)
     Maghiară (45,26%)
     Rusă (1,39%)
     Alte limbi (0,1%)
Conform recensământului din 2001, majoritatea populației așezării de tip urban Vășcova era vorbitoare de ucraineană (53,14%), existând în minoritate și vorbitori de maghiară (45,26%) și rusă (1,39%).